# Avstralski domorodci
Aboridžini so domorodno ljudstvo, ki živi v različnih predelih Avstralije, predvsem v njenem osrednjem in severnem delu. Pripadajo različnim plemenom in govorijo okoli 500 narečij. So potomci iz skupin, ki so obstajale v Avstraliji in okoliških otokov pred britansko kolonizacijo. Čas prihoda prvih avstralskih domorodcev je stvar razprave med raziskovalci. Najzgodnejša človeška ostanka v Avstraliji sta Mungo mož in Mungo ženska stara 50 000 let. Nedavni arheološki dokazi iz analiz oglja in artefaktov razkrivajo ljudsko uporabo že pred 65.000 leti. Genetske raziskave razkrivajo človeško življenje že pred 80 000 leti. Nekateri ocenjujejo poselitev še prej, pred 100 000 in 125 000 leti. 

## Zgodovina

### Prihod v Avstralijo
Spadajo med najstarejša ljudstva sveta, saj njihov začetek seže 40.000 let nazaj, v čas ob koncu zadnje ledene dobe. Domnevno so prišli v Avstralijo s čolni iz lubja in s sabo pripeljali pse, ki so predniki današnjih dingov. Ti kamenodobni lovci in nabiralci sicer niso imeli loka in puščice, pri lovu pa sta jim pomagali dobro premišljeni pripravi-bumerang in woomera, posebno lučalo kopja.
Ko so na avstralski obali leta 1788 pristali prvi Evropejci, da bi ustanovili kazensko kolonijo , je živelo na vsej celini približno 200000 domačinov, ki so govorili 50 različnih narečij.

### Prihod belcev
Ko so prišli v Avstralijo Evropejci, so bili aboridžini močno diskriminirani. Veliko so jih pobili, ali pa so umrli od bolezni, ki so jih tujci prinesli s seboj. Zdaj je aboridžinov od vsega prebivalstva le 2%, kar je izredno malo. Današnji še danes živijo pol nomadsko življenje v nabiralniško-lovskih skupinah. Za lov uporabljajo bumerang. So zelo prilagodljivi naravi.

## Način življenja
Živijo v sušnih delih celine, kjer je vode le malo, zato jo dobijo na različne načine. Ko je bilo sušno obdobje, so vodo dobili iz puščavskih žab, ki so bile zakopane v pesek. Poznajo pa tudi stare znake na katerih je zapisano kje je podtalnica blizu površja.

### Prehrana aboridžinov
Aboridžini so večinoma uživali raznoliko hrano živalskega in rastlinskega izvora, ki se je spreminjala glede na letni čas in lokalne razmere. Njihovo globoko razumevanje lokalne ekologije in naravnih danosti je nekaterim izmed njih omogočilo preživetje v okolju, ki ga evropski naseljenci še vedno smatrajo za izredno krutega in neprimernega za bivanje.
Za aboridžine, ki so živeli ob obali, so bile ribe pomemben del prehrane. Nekatere obalne skupine aboridžinov so zgradile velike in kompleksne sisteme pasti v obliki kamnitih zidov, v katerih so ob nastopu oseke lovili ribe. Drugi so za lovljenje rib, in na nekaterih območjih tudi jegulj, uporabljali mreže iz rastlinskih vlaken. V nekaterih obmorskih predelih so odkrili ogromne starodavne gomile odvrženih školjk, ki so segale do 5 metrov v višino. Ta najdba namiguje, da so določene skupine aboridžinov v znatni meri uživale lupinarje. Poleg morske hrane so obalni prebivalci uživali tudi različno rastlinsko hrano in ulovljene kopenske živali.
Iz do sedaj še neznanih razlogov, so prebivalci Tasmanije nehali jesti ribe pred približno 3.500 leti, dolgo za tem, ko se je to območje odcepilo od celine. Nekateri znanstveniki menijo, da je bila ta sprememba povezana s kulturnimi ali religioznimi faktorji – upad količine rib v vodah okrog otoka, ali pa preusmeritev na lovljenje morskih sesalcev in ptičev. Ta sprememba bi lahko sovpadala z neodvisnim razvojem ladjedelništva, saj je dokazano, da Tasmanci ob odcepu od celine takšne tehnologije še niso razvili.
Aboridžini iz najbolj suhih puščavskih regij so bili odvisni od številnih vrst kuščarjev in velike izbire semen, sadja in gomoljev. Čeprav so bile večje živali kot so kenguruji in emuji cenjene, pa v najbolj sušnih območjih niso bile pogoste. Vsakodnevna rastlinska hrana je vključevala raznovrstna akacijeva semena, razhudnike (vrsta divjega paradižnika), domače vrste sladkega krompirja in semena navadnih trav. 
Ob prihodu aboridžinov je pokrajino naseljevalo veliko vrst velikih vrečarjev, ptičev in plazilcev. Te so vključevale vombatu podobna bitja velikosti nosoroga, do 3 metre visoke kenguruje, ogromne emuju podobne ptiče, orjaške kače in kuščarje ter druge velike živali. Večina teh vrst je izumrla pred 20.000 leti. Glede na to, da so aboridžini prišli na kontinent pred najmanj 50.000 leti, so najbrž kar nekaj tisočletij sobivali z avstralskimi velikimi živalmi. Niso še našli dokazov, ki bi kazali, da so aboridžini kdajkoli lovili te živali, čeprav so se očitno hranili z mrhovino nekaterih vrst. Večina arheologov domneva, da je k njihovemu izumrtju vodila kombinacija človeške aktivnosti in klimatskih sprememb.
Pred približno 3.000 leti so aboridžini začeli intenzivneje uporabljati postopek mletja različnih semen, vključno z divjim prosom, iz katerega so pripravljali težko prebavljivo vrsto kruha. Veliko aboridžinskih skupin v notranjosti dežele je vpeljalo žetev divjega žita. Vendar pa nikoli niso imeli popolnoma razvitega vrtnarstva, ki vključuje načrtno sajenje semen in rastlin, gnojenje in namakanje. Razlogi za odsotnost vrtnarstva niso znani. V bolj sušnih območjih, kjer je raslo proso, so vrtnarstvo zagotovo izločila velika odstopanja v letni količini padavin. Odsotnost vrtnarstva na tropskem severu namiguje, da so ljudje verjetno imeli zadostne vire hrane in majhno gostoto prebivalstva.
Pijača:
aboridžini pijejo razne krvi živali,vodo, dolgo pijejo tudi materino mleko...
Zanimivo je da oni sploh ne poznajo trgovinskih pijač.

## Vera in umetnost
Aboridžinska vera uči, da so Zemljo in vse na njej ustvarili duhovi prednikov. Iz tega se je razvila tudi umetnost, risali so na skale - aboridžinske umetnine so ene prvih umetnin na svetu. Imajo tudi svete kraje kot npr. Uluru. 

### Poslikave
Prvotne poslikave so bile različne podobe, naslikane na evkaliptovo lubje v barvah, ki so jih pridobili iz prsti. Najpogosteje so te poslikave predstavljale mitološke zgodbe, močne občutke, Mavrične kače, ali pa čudovite cvetlične ali živalske motive iz slikarjevega Sanjskega časa.

### Sanjski čas
Sanjski čas je za aboridžine po njihovem verovanju čas v katerega zdrsnejo med spanjem. Verjamejo, da je na neki točki prišlo do cepitve in nastala je razlika med časom v budnosti in spanju. To je sanjski čas.

### Aboridžinska zastava
Črna barva predstavlja aboridžine, rdeča zemlja kjer živijo, rumen krog pa predstavlja sonce.

## Običaji
Domorodci se ukvarjajo z lovom in zbiranjem. Kopje in bumerang so njihovo glavna orožja. Obalni domorodci so zbirali školjke in rake. V puščavskih predelih so lovili živali, ptice in razne žuželke. Vsa ulovljena hrana, ki jo je ulovil lovec je delil s celo skupino. Hrana se je pripravljala na odprtem ognju. Zbiranje rastlin in semen je bilo tudi značajno. Nekateri tabori so znali imeti od 6-10 oseb, a bilo jih je tudi do 400. njihove kolibe od dreves so bili pod imenom gunyah. Količina hrane je bila zelo vplivala na tabore. Verovali so v reinkarnacijo. To pomeni, da se po smrti človeka, njegova duša vrne na Zemljo v obliki neke živali.

## Bumerang
Bumerang se uporablja za boj in lov in se ni vračal nazaj k metalcu. Njegov namen je bil, da leti dalje v bolj ravni črti in da bolj zadene cilj. V klasični obliki ima bumerang obliko črke L z dvema enako dolgima krakoma. Kraki so lahko tudi trije in so različno dolgi. Kraki imajo vedno presek podoben preseku kril letala. Najstarejše bumerange so odkrili po vsem svetu. Tako domneva, da so bumerangi nastali že v kameni dobi. Aboridžini so jih uporabljali kot najboljše orožje, saj so imeli tudi rezila.